# BMW E24
BMW E24 (eller BMW 6-serie) är en personbil, tillverkad av den tyska biltillverkaren BMW mellan 1975 och 1989.
Första generationen 6-serie baserades på den första 5-serien (BMW E12) och tillverkades av Karmann. Efter ett par år av problem tog dock BMW själva över hela produktionen. 1983 kom en nyare version som baserades på den nyare 5 serien (BMW E28). Bilen blev med detta lättare, starkare och fick bättre hjulupphängningar. Även instrumentbrädan blev modernare. Den fanns med en rad olika motorer från 2,8 med 184 hk upp till M635 CSi som hade en 3,5 liters motor som levererade  286 hk. Vanligast är dock 3,5 med 204 hk. Alla dessa motorer var av modellen M30, utom 286 hk som var en utveckling av BMW:s M1-motor (M88).
Modellen ersattes av 8-serien 1990.

## Motor
| Modell    | Årsmodell | Motor                    | Cylindervolym | Effekt     | Bränslesystem      | Anmärkning  |
| --------- | --------- | ------------------------ | ------------- | ---------- | ------------------ | ----------- |
| 630 CS    | 1976-79   | M30: 6-cyl radmotor SOHC | 2986 cm³      | 185 hk     | Enkel förgasare    |             |
| 633 CSi   | 1976-84   | M30: 6-cyl radmotor SOHC | 3210 cm³      | 197-200 hk | Bränsleinsprutning |             |
| 635 CSi   | 1979-81   | M30: 6-cyl radmotor SOHC | 3453 cm³      | 218 hk     | Bränsleinsprutning |             |
| 628 CSi   | 1980-87   | M30: 6-cyl radmotor SOHC | 2788 cm³      | 184 hk     | Bränsleinsprutning |             |
| 635 CSi   | 1982-89   | M30: 6-cyl radmotor SOHC | 3440 cm³      | 220 hk     | Bränsleinsprutning |             |
| M 635 CSi | 1984-89   | M88: 6-cyl radmotor DOHC | 3453 cm³      | 286 hk     | Bränsleinsprutning |             |
| 635 CSi   | 1986-89   | M30: 6-cyl radmotor SOHC | 3430 cm³      | 185-211 hk | Bränsleinsprutning | Katalysator |
| M 635 CSi | 1987-89   | M88: 6-cyl radmotor DOHC | 3453 cm³      | 260 hk     | Bränsleinsprutning | Katalysator |

PRESTANDA:
BMW 628CSi 184hk/DIN. Acc 0–100 km/h 9,1 sek. Toppfart 212 km/h. BMW 630CS 185hk/DIN. Acc 0–100 km/h 8,9 sek. Toppfart 210 km/h. BMW 633CSi 197hk/DIN. Acc 0-100 7,9 sek. Toppfart 215 km/h. BMW 635CSi 218hk/DIN. Acc 0–100 km/h 7,4 sek. Toppfart 229 km/h. BMW M635CSi 286hk/DIN. Acc 0–100 km/h 6,4 sek. Toppfart 255 km/h. Källa: BMW AG.